# Ханакадзэ Дайсаку
Ханакадзэ Дайсаку (яп. 華吹　大作, настоящее имя Дайсаку Ямагути, род. 28 мая 1970, Токио) — бывший японский профессиональный борец сумо. Несмотря на отсутствие заметных спортивных достижений (лучшая достигнутая позиция — 18-я в четвёртом дивизионе сандаммэ; большую часть карьеры провёл в пятом дивизионе дзёнидан) получил известность из-за своего спортивного долголетия, участвуя в турнирах до возраста в 51 год. Его карьера в сумо продолжалась в течение почти 36 лет, начиная с марта 1986 года. Ханакадзэ являлся последним действующим борцом, выступавшим в эру Сёва и единственным, выступавшим в эрах Сёва, Хэйсэй и Рэйва. Входил в бандзукэ в качестве действующего борца на 214 басё (турнирах), что является рекордным показателем. Не пропустил ни одного турнира, начиная с марта 1987 года. Лишь дважды снимался с басё из-за травм: в марте 1988 и в сентябре 2008.
В январе 2022 года завершил карьеру.